# Daouda Peeters
Pour les articles homonymes, voir Peeters.
Daouda Peeters, né le 26 janvier 1999 à Kamsar en Guinée, est un footballeur belge, d'origine guinéenne, qui joue au poste de milieu de terrain aux Lights de Las Vegas en USL Championship.

## Biographie
Né en Guinée, Daouda a été adopté par une famille belge flamande, à l’âge de six ans. Il grandit à Mol dans la province d'Anvers.

### En club

#### Jeunesse et formation
Formé au Lierse SK puis au Club Bruges à partir de 2015, il arrive en Italie en 2018 où il s'illustre dans les équipes de moins de 23 ans du pays, d'abord à la Sampdoria, puis à la Juventus, une année après.

#### Juventus FC
Le 29 juillet 2020, il fait ses débuts avec la Juventus en Serie A, entrant en jeu contre Cagliari. Il devient ainsi le premier joueur belge à évoluer sous les couleurs de la vielle dame,.

##### Prêt au Standard de Liège
Le 19 août 2021, Daouda Peeters est prêté pour une saison avec option d'achat au Standard de Liège.

##### Prêt au Fußball Club Südtirol
Il est prêté, en juillet 2023, pendant un an au Fußball Club Südtirol.

### En sélections nationales
International avec la Belgique depuis les plus jeunes sélections, il rejoint les espoirs en 2019 pour les qualification à l'euro de cette année.

## Palmarès

### En club
|  |  | Juventus FC - Championnat d'Italie (1) : - Champion : 2020 |